# Мариелена
 Мариелена — американская многосерийная теленовелла на испанском языке. Шоу транслировалось на Telemundo с 1992 по 1995 год. Теленовелла была снята в Майами, во время урагана Эндрю. В 2001 году перуанской компанией América Producciónes был снят ремейк под названием "Соледад (Soledad)".

## Сюжет
История начинается на Кубе, когда две семьи повстанцев, Муньес и Варела, пытаются сбежать в Америку, чтобы избежать ареста. Во время побега, в лодке посреди океана, молодая Кармела Муньес рожает своего первенца, дочь, которую решает назвать Марией Еленой (по названию подобравшего их американского катера).
Проходят годы. В Майами овдовевшая Кармела в строгости растит четверых детей — Мариелену, Йоланду (Йоли), Мерседес (Мече) и Энрике (Кике). Рядом живёт семья Варела — Тео и Фуча, друзья Кармелы, и их сыновья — Хавьер (жених Мариелены) и Леон (жених Мече). Хавьер работает врачом.
Йоли собирается замуж за Альфредо Минелли, владельца фирмы по производству детских игрушек. Возвращаясь домой с цветами для Йоли, Мариелена едва не попадает под вывернувшую с парковки машину, которую ведёт Луис Фелипе Сандоваль. Они ссорятся, потому что Луис Фелипе по привычке предлагает деньги за поврежденные цветы, а Мариелена ждет в первую очередь извинений.
Вскоре после свадьбы Йоли Мариелена и Энрике устраиваются на работу. Мариелена обнаруживает, что её босс (она работает секретаршей в рекламном агентстве) — Луис Фелипе Сандоваль, а Энрике узнаёт, что банком, в котором он работает, руководит свояк Луиса Фелипе, Андрес Пеньяранда.
Луис Фелипе женат на Клаудии Брусуаль, женщине много старше его. У них нет детей (когда-то Клаудия потеряла ребенка в результате несчастного случая и осталась бесплодной), а Луис Фелипе мечтает о детях и заботится о заброшенных родителями племянниках — Мелиссе и Энди Пеньяранда. Луис Фелипе и Мариелена влюбляются друг в друга, и она становится его любовницей. Клаудия прилагает все усилия и использует любые средства, чтобы разлучить влюблённых. Обнаружив, что беременна, Мариелена требует от Луиса Фелипе сделать, наконец, выбор (не раскрывая своего секрета). При последней встрече Мариелены и Клаудии две женщины дерутся и крестик Мариелены (подарок Луиса Фелипе) остаётся в руках Клаудии. Вернувшись домой и обнаружив жену мёртвой с крестом Мариелены в руках, Луис Фелипе решает, что Мариелена убила Клаудию и берёт вину на себя. Его сажают на 25 лет. Параллельно с этими событиями, друг Андреса, криминальный авторитет Никанор Гарсия Негретти и его сын Никки противостоят угрозам наркоторговца Роберто.
Тельма, хозяйка бара, пытается найти своего сына.
Летисия Пеньяранда, жена Андреса, заводит интрижку с Кике.
Тете, сестра Челы, влюбляется в Кике.
Энди становится наркоманом. Обнаружив интрижку матери с Кике, он идёт к Муньесам с целью шантажа, и пытается изнасиловать Мече, которая оказывается дома одна. Увидевший это Леон разрывает помолвку с Мече, вбив себе в голову, что девушка сама виновата. При этом у самого Леона есть любовница Рейна.
Альфредо обнаруживает, что Йоли скрывает от него своё бесплодие, подаёт на развод и начинает встречаться со своей секретаршей Сесилией. Через несколько месяцев Сесилия сообщает Йоли и Кармеле, что Альфредо и его отец разбились в авиакатастрофе, а она, беременная от Альфредо, уезжает, чтобы начать жизнь заново.
Чела, подруга Мариелены, беременна от Камачо, который ради неё уходит от жены.
Мелисса становится членом секты дьяволопоклонников. Потом она уходит от них, но её друг Карлос, глава секты, берет её в заложницы и требует у Андреса большую сумму денег. Во время освобождения заложников Мелисса получает три пули в спину и остаётся парализованной.
Мариелена, расставшись с Луисом Фелипе, уезжает в Лос-Анджелес, где устраивается работать в крупную компанию «Серрано Энтерпрайзис». Владелец компании, Эстебан Серрано влюбляется в Мариелену. Мариелена рожает дочь Валентину (в честь матери Луиса Фелипе). Йоли остаётся с ней в Лос-Анджелесе. Эстебан и Мариелена попадают в аварию, в результате которой Эстебан остаётся слепым. Мариелена выходит за него замуж.
Проходит два года. Мариелена вынуждена вернуться в Майами, чтобы убедить Кармелу лечь на операцию. За ней приезжают все остальные — Эстебан, Йоли с Валентиной и Грасиэла, взрослая дочь Эстебана. Обнаружив, что Луис Фелипе в тюрьме, Мариелена объединяется с Мелиссой, получившей диплом юриста, чтобы найти убийцу Клаудии. Обнаруживается, что это Энди. Луиса Фелипе выпускают.
Эстебан покупает для Мариелены дом Сандовалей и рекламное агентство Луиса Фелипе. Дома Мариелену мучают воспоминания, а на работе она вынуждена постоянно контактировать с Луисом Фелипе, принятым на работу по требованию влюбившейся в него Грасиэлы. Луис Фелипе не может простить Мариелене её брак с Эстебаном и Валентину, которую считает дочерью Эстебана.
Эстебан прозревает, но скрывает этот факт от Мариелены; обнаружив правду, она уходит от него.
Грасиэла сообщает Луису Фелипе, что беременна от него; считая Мариелену потерянной, он соглашается жениться на Грасиэле ради ребёнка.
Чела не выдерживает и рассказывает Луису Фелипе, что Валентина — его дочь.
Эстебан рассказывает Луису Фелипе, что Грасиэла не беременна.
Кармела долгое время и слышать ничего не хочет о Луисе Фелипе, считая подходящей парой Мариелене Эстебана. Однако Эстебан решает вернуться в Лос-Анджелес, поняв, наконец, что Мариелена его никогда не любила. Кармела принимает Луиса Фелипе после того, как обнаруживает его молящимся в церкви.
Тельма обнаруживает, что её сын — это Никки. Роберто смертельно ранит Никанора, а Никки убивает Роберто. Никанор умирает, поручив сына заботам Тельмы, которую Никки, наконец, принимает как мать.
Чела обнаруживает, что у Камачо другая женщина, и выгоняет его из дома.
Энди попадает в больницу с диагнозом СПИД. Перед смертью он признается в убийстве Клаудии, что позволяет освободить Луиса Фелипе. За ним ухаживает Мече, работающая медсестрой. Она узнает в Энди насильника, но примиряется с ним.
Леон пытается вернуться к Мече, но она отвергает его и выбирает Хавьера. Мече и Хавьер получают благословение Кармелы.
Андрес, опустившийся после случая с Мелиссой, находит в себе силы вернуться в семью, проводить Энди и начать всё заново.
Мелисса принимает ухаживания Тато, друга Энди. Он провожает её на лечение.
Кике начинает встречаться с Тете.
Йоли собирается после свадьбы Мариелены поехать к Эстебану. Камачо пытается вернуться к Челе и сыну, но она не принимает его. Друзья сообщают Луису Фелипе, что «несчастным случаем» Клаудии был аборт, который она сделала, боясь потерять красоту.
Финал — пышная свадьба Луиса Фелипе и Мариелены.

## В ролях
- Лусия Мендес — Мариелена Муньос
- Эдуардо Яньес — Луис Фелипе Сандоваль
- Зулли Монтеро — Клаудия Брусуаль де Сандоваль
- Мария Хосе Альфонсо —  Кармела Росалес де Муньос
- Сальвадор Пинеда — Эстебан Серрано
- Кристина Карман — Иоланда "Йоли" Муньос де Минелли
- Майте Вилан — Мерседес "Мече" Муньос
- Франк Фалькон —  Энрике "Кике" Муньос
- Каридад Равело — Чела
- Мария Каналс Баррера — Нанси Мендоса
- Ева Тамарго Лемус — Сесилия Руис
- Мара Кроато —  Грасиэла Серрано
- Марта Пиканес — Ольга Брусуаль
- Херман Барриос — Никанор Гарсия-Негрете
- Хулио Алказар —  Андрес Пеньяранда
- Хуан Карлос Антон — Хавьер Варела
- Маноло Вильяверде — Тео Варела
- Мигель Гутьеррес — Руфино' Минелли'
- Хавьер Коронель — Альфредо Минелли
- Алекса Кубэ — Мелисса Пеньяранда
- Эмильяно Диэс  — Рене Верас
- Роси Ингуанцо — Сандра
- Луис Окендо — Урбано Гонсалес №1
- Сальвадор Леви — Урбано Гонсалес №2
- Нельсон Герреро — Камачо
- Аурора Кальясо — Летисия Брусуаль де Пеньяранда
- Эммануэль Джирони — Карлос

## Русский перевод
На русский язык роли озвучивали Владимир Герасимов и Ольга Гаспарова.